# Mohawkfloden

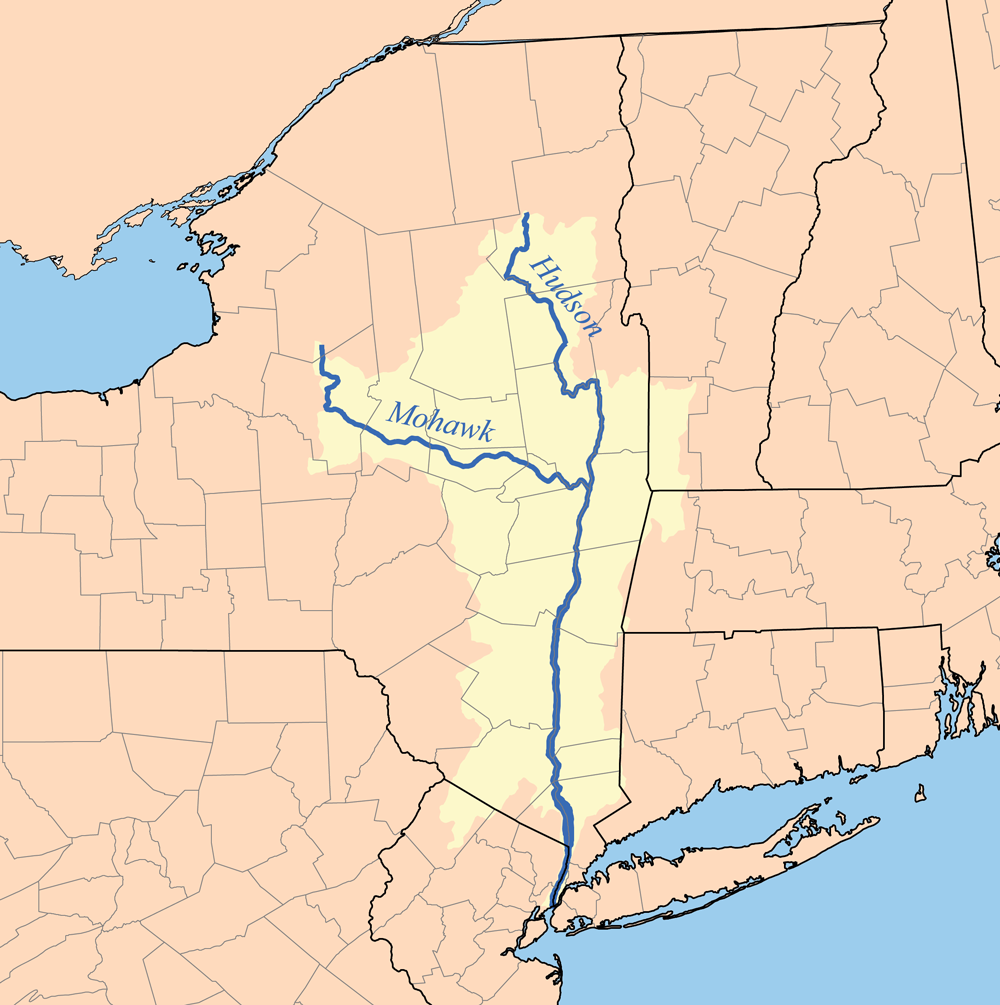
Karta över Hudsonflodens avrinningsområde med Mohawkfloden.

Mohawkfloden (engelska: Mohawk River) är flod i delstaten New York i nordöstra USA. Den är med sina 275 kilometer, Hudsonflodens största biflod. Mohawkfloden är farbar och utgör tillsammans med Eriekanalen en viktig inre vattenväg.

## Bildgalleri

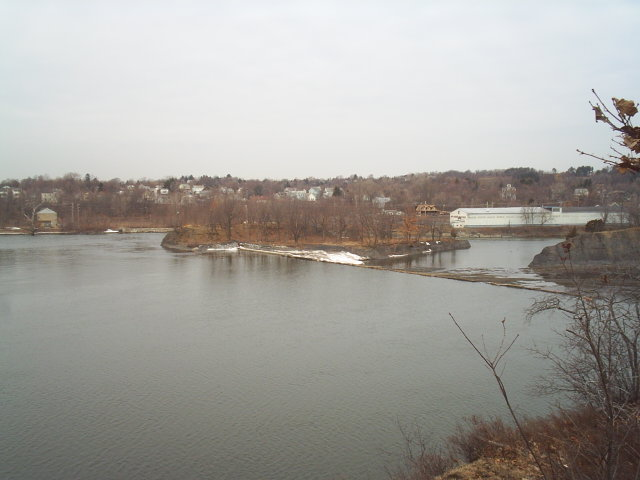
Vy från Mohawkfloden.
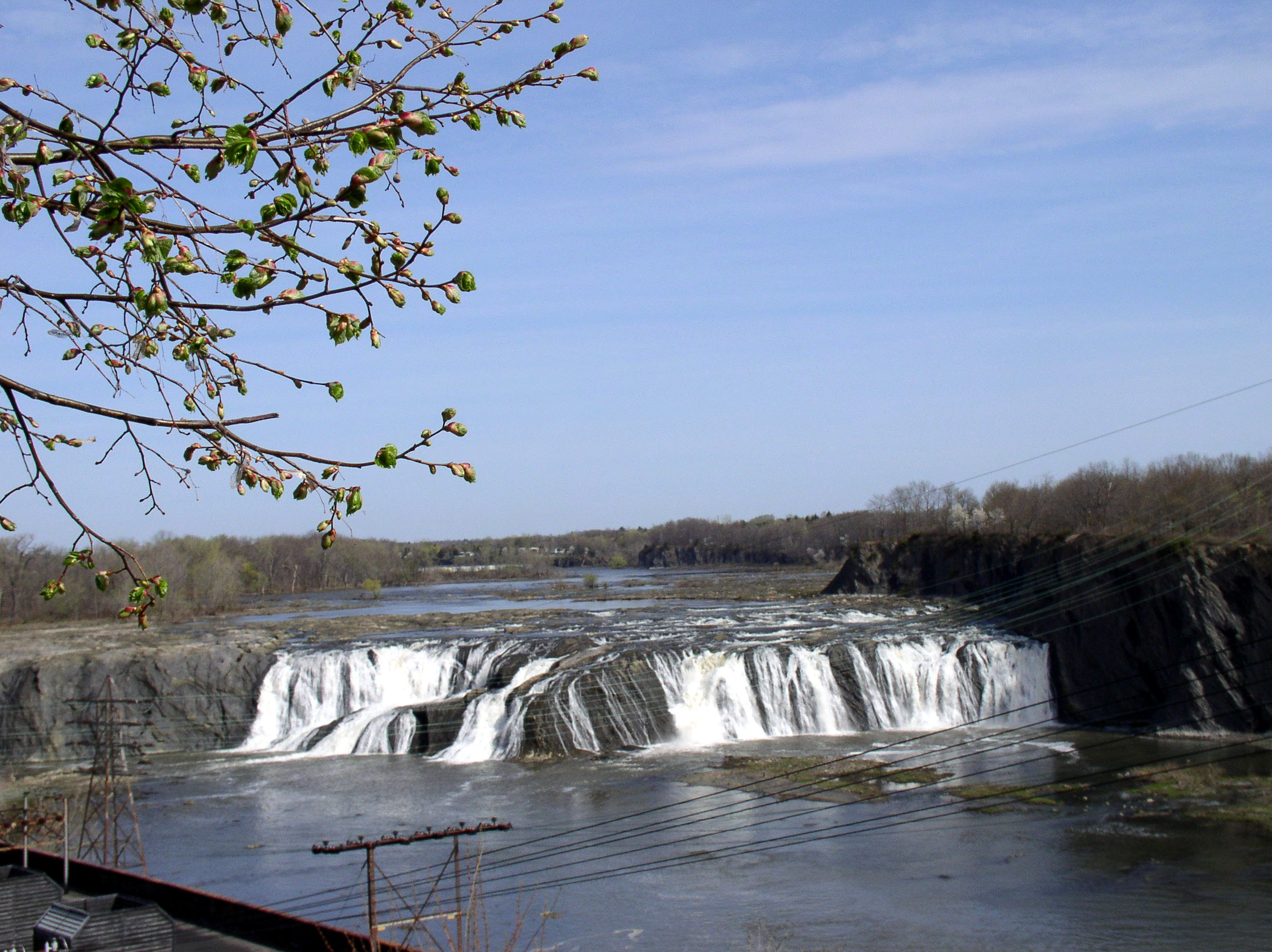
Vattenfall i Mohawkfloden.
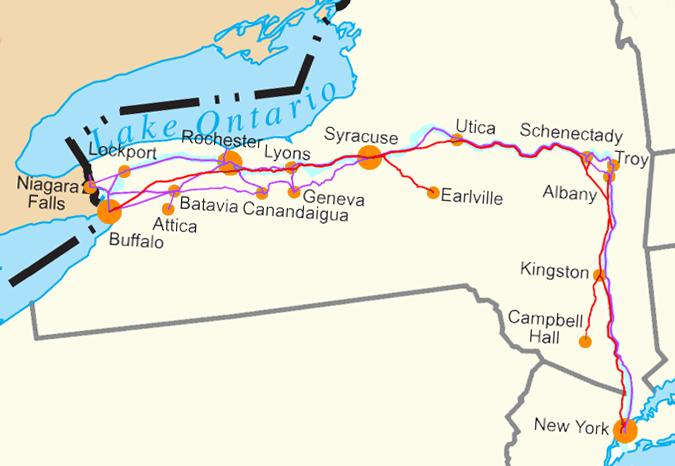
Karta över vattenvägar och järnvägar som förbinder New York med Eriesjön.